# Championnat d'Algérie de basket-ball 1997-1998
Navigation
Saison précédente Saison suivante
La saison 1997-1998 du Championnat d'Algérie de basket-ball est la 36e édition de la compétition.

## Clubs participants

### Participants 1997-1998
- 10 équipes :-
- WABoufarik
- SRAnnaba
- MCAlger
- DRBStaouéli
- IRBina Alger
- CRB Dar Beida
- NAHussein Dey
- USMAlger
- IRMBel-Abbès
- MBBatna

## Compétition
les quartes premiers de la saison régulière sont qualifiés pour le  tournoi d'excellence  qualificative pour le  championnat arabe des clubs champions   ; le WABoufaik a remporté ce  challenge  en remportant ses trois matches devant le MCAlger (73-67) .au DRBStaouéli (83-73) et au SRAnnaba (68-64) , le WABoufarik  représentera l' Algerie au prochain édition de la coupe arabe (1999) .
- Source : Le Matin N° 1897 du Samedi 2mai 1998 page 11 .

Le barème de points servant à établir le classement se décompose ainsi :
- Victoire : 2 points
- Défaite : 1 point
- Forfait et match perdu par pénalité : 0 point

### Classement de la saison régulière
| Rang | Équipe           | Pts | J  | G  | P | Pp | Pc | Diff |
| ---- | ---------------- | --- | -- | -- | - | -- | -- | ---- |
| 1    | WA Boufarik T'C' | 36  | 18 | 18 | 0 | 0  | 0  |      |
| 2    | SR Annaba        | 31  | 17 | 0  | 0 | 0  | 0  |      |
| 3    | MC Alger         | 28  | 17 | 0  | 0 | 0  | 0  |      |
| 4    | DRB Staoueli     | 28  | 17 | 0  | 0 | 0  | 0  |      |
| 5    | OC Alger         | 27  | 17 | 0  | 0 | 0  | 0  |      |
| 6    | CRB Dar Beida    | 27  | 18 | 0  | 0 | 0  | 0  |      |
| 7    | NA Hussein Dey   | 25  | 17 | 0  | 0 | 0  | 0  |      |
| 8    | USM Alger        | 21  | 18 | 0  | 0 | 0  | 0  |      |
| 9    | IRM Bel-Abbès    | 19  | 17 | 0  | 0 | 0  | 0  |      |
| 10   | MB Batna         | 17  | 17 | 0  | 0 | 0  | 0  |      |

| Légende :                                                     |
| - Qualification pour le tournoi d'excellence et les play-offs |
| - Qualification pour les super play-out                       |
| T : Tenant du titre                                           |
| P : Promu de Nationale B 1997-1998                            |
| C : Vainqueur de la Coupe d'Algérie 1997-1998                 |
| 0                                                             |

## Matches de la saison régulière
| Résultats (dom.\ext.)                                              | MBB    | IRMBA | CRBDB | DRBS  | OCA   | SRA   | MCA   | NAHD   | USMA  | WAB   |
| MB Batna                                                           |        | -     | -     | -     | -     | -     | -     | 70-73  | -     | -     |
| IRM Bel-Abbès                                                      | -      |       | -     | -     | -     | -     | -     | -      | -     | -     |
| CRB Dar Beida                                                      | -      | -     |       | -     | -     | 72-81 | -     | -      | -     | -     |
| DRB Staoueli                                                       | 94-48  | -     | 63-59 |       | -     | -     | -     | -      | -     | -     |
| OC Alger                                                           | -      | -     | -     | 73-45 |       | -     | -     | -      | 80-47 | -     |
| SR Annaba                                                          | 119-43 | -     | -     | -     | -     |       | -     | -      | -     | 50-56 |
| MC Alger                                                           | -      | 79-74 | -     | -     | 75-67 | -     |       | 102-75 | -     | -     |
| NA Hussein Dey                                                     | -      | -     | -     | -     | -     | -     | -     |        | -     | 60-78 |
| USM Alger                                                          | -      | -     | -     | -     | -     | -     | 57-70 | -      |       | -     |
| WA Boufarik                                                        | -      | -     | 75-73 | -     | -     | -     | -     | -      | 71-53 |       |
| - Victoire à domicile - Victoire à l'extérieur - Match non disputé |        |       |       |       |       |       |       |        |       |       |

- 12ej ;le matin numero 1838 du mercredi 18 fevrier 1998 page 22: source ; le matin numero 1839 du jeudi 19 fevrier 1998 page 22 (programme) et resultats parus dans le matin numero 1841 du dimanche 22 fevrier 1998 page 23. et aussi le quotidien d'oran numero 957 du samedi 21 fevrier 1998 page 23.

## Play-off; 1997/1998

### play-off des 1/8 de finale
- Mercredi 29 , Jeudi  30 avril et Vendredi  1er mai 1998 à Staouéli .

clubs participants :
- Classement des poules :
- Poule (A) :1er- CRBDar-Beida - 2é-  NAHussein-Dey   3e- COBBOran  OCAlger  4e- USMBlida .
- Poule (B) :
- IRMBel-Abbès -  USMAlger  - CRB Jijel  -

mercredi 29 Avril 1998  à Staouéli : 
- NAHussein-Dey  bat USMBlida (68-59) .
- Source :
- LE Quotidien D'Oran N° 1017 du Mardi 5 mai 1998 page 22 .

### Play-OFF 1/4 de Finale
- Matches joués  les 13 .14 et 15 mai 1998 à Boumerdes et Staouéli
- Clubs Participants :
- poule 1
- WABoufarik , DRBStaouéli , NAHussein-Dey , IRBinaa (OCAlger) .
- Poule 2 :
- MCAlger , SRAnnaba , CRB Dar El-Beida , IRMBel-Abbès .
- NB:
- le WABoufarik a subi le vendredi 15 mai 1998  sa 1er défaite de la saison.

### Play-off 1/2 de finale
- aller : jeudi 28 mai 1998
- a staouéli ;drb staouéli / crb dar el-beida (63 -60)
- a boufarik ; wa boufarik / mc alger (83-76)
- retour :  lundi 1er juin 1998 à Alger (salle harcha hacéne)
- crb dar el beida / drb staouéli (73 /61)
- mcalger / waboufarik (83 /80) ap (74-74)
- match d' appui :*
- jeudi 5 juin 1998; DRBStaouéli / CRB Dar-Beida (.../...)

### Play-off finale 1997 - 1998
| Finale aller                                                                   | Jeudi 11 juin 1998 à 16h00                                        | WABoufarik                                            | 92-75                  | DRBStaouéli | Boufarik            |                   |                   |                   | |  |  |  |
| Finale retour                                                                  | mardi 16 juin 1998 a 16 h 00                                      | DRBStaouéli                                           | 62-58 (mi-temps 33-36) | WABoufarik  | Staouéli            |                   |                   |                   | |  |  |  |
| 3e place                                                                       | jeudi 11 juin 1998 a 17h 00                                       | CRB Dar Beida                                         | 73 - 72 a.p            | MC Alger    | Alger, Salle Harcha |                   |                   |                   | |  |  |  |
| Source :                                                                       | * Al-Mountakheb Al-Djadid N° 104 du samedi 20 juin 1998 page 23 . | * Olympic N° 228 du semaine 20-26 juin 1998 page 17 . |                        |             |                     |                   |                   |                   | |  |  |  |
| classement finale du championnat d'algerie de basket ball , saison 1997-1998 : | 1er- waboufarik                                                   | 2- drbstaouéli                                        | *3e- crbdar beida      | 4e- mcalger | 5e- srannaba        | 6e- nahussein-dey | 7é- olympic alger | 8é- irmbelabbès . | Source : - ce classement finale de fabb été paru sur al-mountakheb al-jadid N° 104 du samedi 20 juni 1998 page 23 . |  |  |  |
|                                                                                |                                                                   |                                                       |                        |             |                     |                   |                   |                   | |  |  |  |

### Play-out
| Match | Date | Equipe 1 | Score | Equipe 2 | Lieu |
| ----- | ---- | -------- | ----- | -------- | ---- |
| -     | -    | -        | -     | -        | -    |
| -     | -    | -        | -     | -        | -    |
| -     | -    | -        | -     | -        | -    |